# مصدر طاقة متقطع

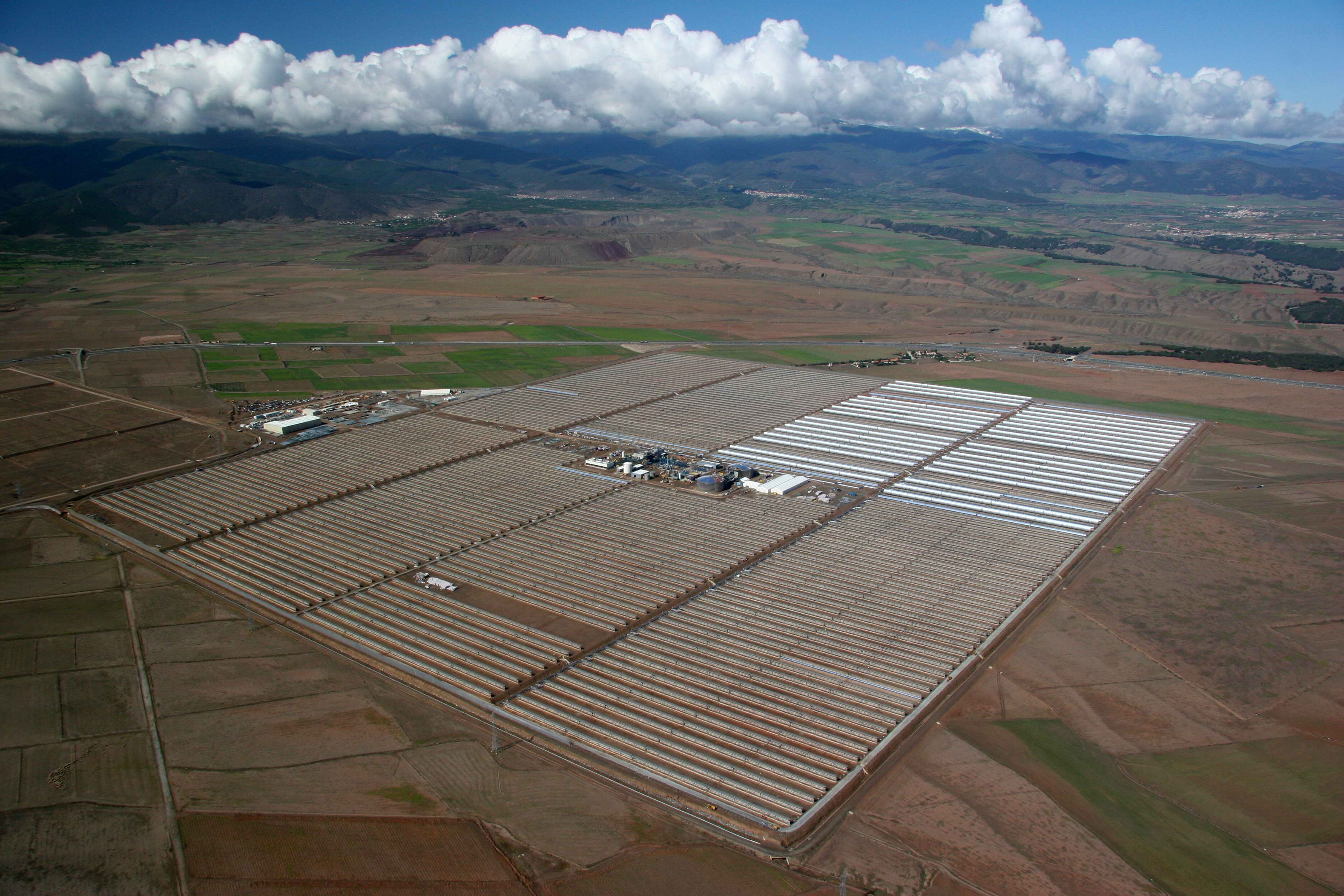
محطة أديسون للطاقة الشمسية بقدرة 150 ميغاواط وهي محطة تسخين حراري بشكل حوض قطع مكافئ، تقع في إسبانيا.تستخدم هذه المحطة خزانات من الملح الذائب لتخزين طاقة الشمس لكي تستمر بإعطاء الطاقة حتى لو كان الموقع غير مشمساً

مصدر طاقة متقطع هو أي مصدر للطاقة ليس متوفر بشكل مستمر بسبب بعض العوامل الخارجية.يمكن التنبؤ نوعاً ما بتوقيت المصدر المتقطع، مثلا، طاقة المد والجزر، لكن لايمكن أن تتواجد في جميع الأماكن لتلبي الطلب في النظام الكهربائي.
تخزين الطاقة لتعويض النقص أو من أجل حالات الطوارئ هو جزء من مصدر الطاقة الموثوق.حجم مصدر الطاقة المتجددة الموثوق، يمكن إضافته إلى مقاييس كامنة وتعزيز أو زيادة الأسس والتقنيات، باستخدام طرق متجددة ومختلفة لإنتاج الكهرباء فوق معدل التقطع بالطاقة، ويمكن استخدامه ليلبي حاجة دائمة أو غير متوقعة.
نفوذ مصادر الطاقة المتقطعة في معظم شبكات الكهرباء قليل، الإنتاج العالمي للكهرباء في عام 2014 3.1% منه يغذا بطاقة الرياح، و1% بطاقة الشمس. تولد الرياح في إسبانيا والبرتغال نسبة 16% من الطاقة الكهربائية، 15.3% في إيرلندا، و7% في ألمانيا. وتقدم الرياح في الدنمارك نسبة 39% من الكهرباء المولدة.
يملك استخدام كميات صغيرة من مصادر الطاقة المتقطعة تأثير ضئيل على عمل الشبكات.يستلزم استخدام كميات أكبر من الطاقة المتقطعة تغييرات أو حتى إعادة تصميم لبنية الشبكة.